# ポール・リンゼイ
ポール・リンゼイ（Paul Lindsay, 1943年-2011年9月1日）は、アメリカ合衆国イリノイ州シカゴ生まれの推理小説家。

## 略歴
1968年にマックマーレィ・カレッジを卒業の後、海兵隊員としてベトナム戦争に従軍。除隊後、FBIに入局。デトロイト支局に20年間勤務する。現役捜査官として在勤中に執筆した“Witness to the Truth”（邦題『目撃』）にて作家デビュー。以降、自身の経験に基づいて、FBI捜査官を主役とした著作を書き続けている。

## 作品概要
自身の捜査官としての経験を生かし、FBI捜査官たちを事件とともにさわやかに小説として描いている。その実力は処女作「目撃」でパトリシア・コーンウェルが絶賛したことから証明されている。その後「マイク・デブリン捜査官シリーズ」として（「目撃」もそのひとつ）「宿敵」「殺戮」を著す。「マイク・デブリン」はキャラクター像として「愛妻家」や「信念に忠実に生きる」などとして描かれ、評されている。四作目「覇者」は新たなキャラクター、タズ・ファロンが活躍。同作は今までになかった活劇味を加えたもとなっている。
また「鉄槌」では自らも犯罪に関与しているFBI捜査官が主人公、いささか問題味の濃い作品となっている。これからますます注目される作家である。
彼の熱心なファンのひとりに児玉清がいる。児玉氏は「覇者」にて解説をつとめている。
「鉄槌」がノン・シリーズのため残念に思うファンもいる。

## 小説内で主人公となっている人物
- マイク・デヴリン（「目撃」「宿敵」「殺戮」）
- タズ・ファロン（「覇者」）
- キンケイド（「鉄槌」）
- ニック・ヴァンコー（「応酬」）

## 著書
- Witness to the Truth（1994）「目撃」
- Code Name：GentKill（1995）「宿敵」
- Freedom to Kill（1997）「殺戮」
- The Fuhrer's Reserve（2000）「覇者（上・下）」
- Traps（2002）「鉄槌」
- The Big Scam（2005）「応酬」

（日本語翻訳はすべて笹野洋子・講談社文庫）